# Cray XD1
Cray XD1は、クレイ社製のエントリーレベルのスーパーコンピュータの製品群である。

## 概要
XD1はAMDOpteron 64ビット CPUを使用し、PCI と コンテンション メモリーでのボトルネックを除去するためにHyperTransportのダイレクト コネクト アーキテクチャを採用する。MPIによる遅延時間はInfiniBandの¼でギガビット・イーサネットの1/30である。
XD1は元はカナダのバンクーバーのOctigaBayシステムズ社によってOctigaBay 12Kとして設計された。同社は2004年2月にクレイ社によって買収された。
2004年10月4日にCray XD1の製品群はアプリケーションソフトの加速のためにザイリンクス社のVirtex-II Pro FPGAを組み込むと発表した。筺体内に12個のCPUが納められ、12台までの筺体がラックに収納可能なXD1システムは複数の144個のCPU で構成されるマルチラック仕様が可能である。XD1で使用されるオペレーティングシステムはカスタマイズされたLinuxとマシンの 負荷平準化 / リソース管理システムサン・マイクロシステムズ社製のSun Grid Engineの拡張版である。